# Xetaq Qazyumov
Xetaq Ruslanoviç Qazyumov (russisch Хетаг Русланович Гозюмов Chetag Ruslanowitsch Gosjumow; * 24. April 1983 in Suadag bei Alagir, Nordossetische ASSR, Russische SFSR, Sowjetunion) ist ein aserbaidschanischer Ringer ossetischer Herkunft. Er wurde 2009 Europameister und gewann bei den Olympischen Spielen 2008 in Peking eine Bronzemedaille, jeweils im freien Stil im Halbschwergewicht (bis 96 kg Körpergewicht) sowie 2016 in Rio de Janeiro Silber in der Klasse bis 97 kg.

## Werdegang
Xetaq Qazyumov wuchs in dem zu Russland gehörenden nordossetischen Suadag auf. Er kam dort 1990 zum Ringen und entwickelte sich noch im Juniorenalter zu einem hervorragenden Freistilringer. Seine Trainer waren bzw. sind Aslan Tsogojew und Aarik Tedejew. Bis in das Frühjahr 2007 startete er für Russland und wechselte dann, wohl der starken Konkurrenz in Russland wegen, nach Aserbaidschan. Offiziell ist er Student der Landwirtschaftswissenschaften, tatsächlich jedoch wohl eher Ringerprofi.
Seine internationale Karriere begann mit einem Sieg bei der Junioren-Europameisterschaft 2002 in Tirana im Halbschwergewicht. Er siegte dort vor Mohamed Said Bingöl, Türkei und Sviad Sisauri aus dem Iran. Ein Jahr später schnitt er bei der Junioren-Weltmeisterschaft in Istanbul in der gleichen Gewichtsklasse nicht so gut ab, er kam dort nur auf den 7. Platz.
In den folgenden Jahren kam er zu keinen Einsätzen bei Welt- und Europameisterschaften, erzielte aber bei anderen internationalen Turnieren sehr gute Ergebnisse. So siegte er 2005 beim Dan-Kolow-Turnier in Sofia vor dem Bulgaren Dimitar Kumtschew und dem Iraner Alireza Robatmoradi und 2006 beim Welt-Cup-Turnier in Sari/Iran vor Michel Batista Martinez aus Kuba und Dawit Modsmanaschwili aus Georgien.
Im Januar 2007 startete er beim „Iwan-Yarigin“-Turnier in Krasnojarsk noch für Russland und belegte dort im Halbschwergewicht hinter seinem für Russland startenden Dagestani Schirwani Muradow den 2. Platz. Beim Großen Preis von Deutschland im Juli 2007 in Leipzig war er bereits für Aserbaidschan am Start. Er gewann dort im Halbschwergewicht vor Aleksei Krupnjakow aus Kirgisistan u. Sjarhej Pernikau aus Belarus.
2007 startete er dann auch bei der Weltmeisterschaft in Baku für Aserbaidschan. Er schied dort nach Siegen über den Chinesen Yang Wu-Lin und Nicolai Ceban aus Moldawien nach einer Niederlage gegen Kurban Kurbanov aus Usbekistan aus und kam nur auf den 9. Platz. Auch bei der Europameisterschaft 2008 in Tampere konnte Khetag Gasjumow nicht voll überzeugen, denn er verlor nach zwei Siegen gegen Chadschimurad Gazalow aus Russland und erreichte den 7. Platz.
Bei den Olympischen Spielen 2008 in Peking überraschte er dann auf angenehme Art, denn er siegte über Mateusz Guzman aus Polen, Vincent Aka-Akesse aus Frankreich und Kurban Kurbanov, verlor dann aber gegen Schirwani Muradow (1:2 Runden und 1:3 techn. Punkte), der auch Olympiasieger wurde. Xetaq Qazyumov erkämpfte sich danach mit einem sicheren Punktsieg über Georgi Tibilow aus der Ukraine (2:0 Runden und 7:0 techn. Punkte), die Bronzemedaille.
Einen weiteren großen Erfolg erzielte er bei der Europameisterschaft 2009 in Vilnius, denn er erkämpfte sich dort mit Siegen über Daniel Ligeti aus Ungarn, Serhat Balcı aus der Türkei, Nicolai Ceban aus Moldawien und Georgi Ketojew aus Russland den Europameistertitel. Auch bei der Weltmeisterschaft 2009 in Herning/Dänemark konnte er mit 3 Siegen überzeugen, auch wenn er im Endkampf dieser Meisterschaft gegen Chadschimurad Gazalow nach Punkten unterlag.
Zu einem äußerst erfolgreichen Jahr für Xetaq Qazyumov gestaltete sich 2010. Er wurde zunächst Sieger beim Welt-Cup in Moskau, wo er vor Reza Yazdani aus dem Iran und Georgi Ketojew siegte. Anschließend holte er sich bei der Europameisterschaft in Baku mit einem Sieg im Finale über Giorgi Gogschelidse den Europameistertitel. Nach einem Sieg beim Golden-Grand-Prix-Turnier, das ebenfalls in Baku stattfand, holte er sich in Moskau mit fünf Siegen auch den Weltmeistertitel. In den entscheidenden Kämpfen besiegte er dabei Ruslan Schejchau aus Belarus, Aleksei Krupnjakow aus Kirgisistan und seinen alten Konkurrenten Chadschimurad Gazalow.
Das Jahr 2011 begann für ihn mit einem Erfolg beim Yasar-Dogu-Memorial in Istanbul, wo er vor Hamza Köseoğlu, Türkei und Ibragim Saidow aus Russland siegte. Im März 2011 gewann er bei der Europameisterschaft in Dortmund den dritten Europameistertitel in Folge. Er besiegte dabei u. a. Edgar Jenokjan aus Armenien, Nikolai Ceban aus Moldawien und im Finale Wladislaw Baizajew aus Russland. Seinen Titel als Weltmeister konnte er aber in Istanbul nicht verteidigen. Er siegte dort in seinem ersten Kampf über Alen Sasejew, einen in der Ukraine eingebürgerten Russen, verlor aber gegen Ruslan Schejkau aus Belarus und kam nur auf den 20. Platz.
Im Jahre 2012 verzichtete Xetaq Qazyumov auf die Teilnahme bei der Europameisterschaft, qualifizierte sich stattdessen aber bei einem Turnier in Taiyuan/China für die Teilnahme an den Olympischen Spielen in London. Er siegte dort vor Magomed Musajew aus Kirgisistan und Waleri Andriizew aus der Ukraine. Bei den Olympischen Spielen in London kam er zu einem Sieg über Ruslan Schejchau, verlor dann gegen Waleri Andriizew und konnte sich aber in der Trostrunde mit Siegen über Rustam Iskandri aus Tadschikistan und den amtierenden Weltmeister vorn 2011 Reza Yazdani aus dem Iran noch eine Bronzemedaille sichern.
Xetaq Qazyumov setzte seine Karriere auch 2013 fort. Im März dieses Jahres startete er bei der Europameisterschaft in Tiflis und besiegte dort Muren Mutlu aus der Türkei und William Harth aus Deutschland, verlor aber seinen dritten Kampf gegen Wladislaw Baizaijew aus Russland. Da dieser das Finale nicht erreichte, schied er aus und kam nur auf den 7. Platz. Wesentlich besser lief es für ihn bei der Weltmeisterschaft im September 2013 in Budapest. Er siegte dort über Juri Maier aus Argentinien, Kamil Skasziewicz aus Polen, Aleksei Krupnjakow aus Kirgisistan und Ansor Bultukajew aus Russland. Im Finale stand er dem Weltmeister von 2011 Reza Yazdani gegenüber. In einem harten Kampf verlor er gegen diesen knapp nach Punkten (2:4) und wurde damit Vizeweltmeister.

## Internationale Erfolge
| Jahr | Platz  | Wettbewerb                                  | Gewichtsklasse | Ergebnisse |
| 2002 | 1.     | Junioren-EM in Tirana                       | Halbschwer     | vor Mohamed Said Bingöl, Türkei, Zviad Sisauri, Iran, Bachtiar Kadimow Achmedow, Bulgarien u. Martin Sidiqui, Deutschland                                                     |
| 2003 | 7.     | Junioren-WM in Istanbul                     | Halbschwer     | Sieger: Magomed Ibragimow, Usbekistan vor Mohammad Hossein Khalegi, Iran u. Mohamed Said Bingöl                                                                               |
| 2004 | 1.     | Clansmen International in Burnaby           | Halbschwer     | vor Muhammed Lawal, USA, Dean Schmeichel u. Michael Neufeld, bde. Kanada |
| 2005 | 1.     | „Dan-Kolew“-Turnier in Sofia                | Halbschwer     | vor Dimitar Kumtschew, Bulgarien, Alireza Robatmoradi, Iran u. Alexei Schemarow, Russland                                                                                     |
| 2005 | 3.     | „Iwan-Yarigin“-Turnier in Krasnojarsk       | Halbschwer     | hinter Daniel Cormier u. Thomas Rowlands, bde. USA, gemeinsam mit Mohammad Hadji Pursigan, Iran                                                                               |
| 2005 | 3.     | Welt-Cup in Taschkent                       | Halbschwer     | hinter Wassyl Tesmynezkyj, Ukraine u. Daniel Cormier |
| 2006 | 1.     | Welt-Cup in Sari/Iran                       | Halbschwer     | vor Michel Batista Martinez, Kuba u. Dawit Modsmanaschwili, Georgien |
| 2007 | 2.     | „Iwan-Yarigin“-Turnier in Krasnojarsk       | Halbschwer     | hinter Schirwani Muradow u. vor Maxim Arsamaschew u. Tokhbar Temresow, alle Russland                                                                                          |
| 2007 | 1.     | Großer Preis von Deutschland in Leipzig     | Halbschwer     | vor Aleksei Krupnjakow, Kirgisistan, Sergei Pernikow, Belarus und Michel Batista Martinez                                                                                     |
| 2007 | 9.     | WM in Baku                                  | Halbschwer     | mit Siegen über Yang Wu-Lin, Volksrepublik China u. Nicolai Ceban, Moldawien u. einer Niederlage gegen Kurban Kurbanov, Usbekistan                                            |
| 2008 | 1.     | „Yasar-Dogu“-Turnier in Istanbul            | Halbschwer     | vor Ganji Amirabbas Moradi, Iran, Mohamed Said Bingöl u. Hakan Koc, bde. Türkei                                                                                               |
| 2008 | 7.     | EM in Tampere                               | Halbschwer     | mit Siegen über Andreas Pieri, Zypern u. Leon Rattigan, Großbritannien u. einer Niederlage gegen Chadschimurad Gazalow, Russland                                              |
| 2008 | 1.     | Olympia-Qualif.-Turnier in Martigny/Schweiz | Halbschwer     | vor Nicolai Cerban u. David Zilbermann, Kanada |
| 2008 | Bronze | OS in Peking                                | Halbschwer     | mit Siegen über Matiasz Guzman, Polen, Vincent Aka-Akesse, Frankreich u. Kurban Kurbanow, einer Niederlage gegen Schirwani Muradow u. einem Sieg über Georgi Tibilow, Ukraine |
| 2009 | 1.     | EM in Vilnius                               | Halbschwer     | mit Siegen über Daniel Ligeti, Ungarn, Serhat Balcı, Türkei, Nicolai Ceban u. Georgi Ketojew, Russland                                                                        |
| 2009 | 2.     | WM in Herning/Dänemark                      | Halbschwer     | mit Siegen über Nicolai Ceban, Moldawien, Serhat Balcı, Türkei u. Ruslan Schejchau, Belarus u. einer Niederlage gegen Chadschimurad Gazalow, Russland                         |
| 2010 | 1.     | „Yasar-Dogu“-Memorial in Istanbul           | Halbschwer     | vor Serhat Balcı, Türkei, Dawit Keraschwili, Georgien u. Salih Erinc, Türkei                                                                                                  |
| 2010 | 1.     | Welt-Cup in Moskau                          | Halbschwer     | vor Reza Yazdani, Iran und Georgi Ketojew |
| 2010 | 1.     | EM in Baku                                  | Halbschwer     | nach Siegen über Imants Lagodskis, Lettland, Radoslaw Baran, Polen, Alexei Dubko, Belarus und Giorgi Gogschelidse, Georgien                                                   |
| 2010 | 1.     | Golden-Grand-Prix-Turnier in Baku           | Halbschwer     | vor Jamaladdin Magomedow, Aserbaidschan, Giorgi Gogschelidse und Belduki Gawaschelischwili, Georgien                                                                          |
| 2010 | 1.     | WM in Moskau                                | Halbschwer     | nach Siegen über Aristide Diatta, Frankreich, Chetag Pliew, Kanada, Ruslan Schejchau, Aleksei Krupnjakow u. Chadschimurad Gazalow                                             |
| 2011 | 1.     | Yasar-Dogu-Turnier in Istanbul              | Halbschwer     | vor Hamza Köseoglu, Türkei u. Ibragim Saidow, Russland |
| 2011 | 1.     | EM in Dortmund                              | Halbschwer     | nach Siegen über Eder Villanueva Gonzalez, Spanien, Iwan Jankowski, Belarus, Edgar Jenokjan, Armenien, Nicolai Ceban u. Wladislaw Baizajew, Russland                          |
| 2011 | 1.     | Golden-Grand-Prix in Baku                   | Halbschwer     | vor Elisbar Odikadse, Georgien, Schamil Achmedow, Russland und Dawit Keraschwili, Georgien                                                                                    |
| 2011 | 20.    | WM in Istanbul                              | Halbschwer     | nach einem Sieg über Alen Sasejew, Ukraine und einer Niederlage gegen Ruslan Schejchau                                                                                        |
| 2012 | 1.     | „Yasar-Dogu“-Memorial in Ankara             | Halbschwer     | vor Şərif Şərifov, Aserbaidschan, James Bergman, USA und Faruk Akkojun, Türkei                                                                                                |
| 2012 | 1.     | Olympia-Qualif.-Turnier in Taiyuan/China    | Halbschwer     | vor Magomed Mussajew, Kirgisistan und Waleri Andriizew, Ukraine |
| 2012 | 2.     | Welt-Cup in Baku                            | Halbschwer     | hinter Elisbar Odikadse, vor Reza Yazdani und Georgi Sredkow, Bulgarien |
| 2012 | Bronze | OS in London                                | Halbschwer     | nach Sieg über Ruslan Schejchau, Niederlage gegen Waleri Andriizew und Siegen über Rustam Iskandari, Tadschikistan und Reza Yazdani                                           |
| 2013 | 2.     | „Yasar-Dogu“-Memorial in Ankara             | Halbschwer     | hinter Elisbar Odikadse, Georgien, vor Ewgeni Kolomiez, Russland und Faruk Akkoyun, Türkei                                                                                    |
| 2013 | 7.     | EM in Tiflis                                | Halbschwer     | nach Siegen über Muren Mutlu, Türkei und William Harth, Deutschland und einer Niederlage gegen Wladislaw Baizajew, Russland                                                   |
| 2013 | 1.     | Großer Preis von Spanien in Madrid          | Halbschwer     | vor Ibragim Bolukbasi, Türkei, Kenan Gör, Türkei und Şərif Şərifov, Aserbaidschan                                                                                             |
| 2013 | 2.     | WM in Budapest                              | Halbschwer     | nach Sgen über Juri Maier, Argentinien, Kamil Skasziewicz, Polen, Aleksei Krupnjakow und Ansor Boltukajew, Russland und einer Niederlage gegen Reza Yazdani                   |
| 2013 | 1.     | Golden-Grand-Prix in Baku                   | Halbschwer     | vor Şərif Şərifov, Aserbaidschan, Nicolae Ceban, Moldawien und Pawlo Oleinik, Ukraine                                                                                         |

## Erläuterungen
- alle Wettkämpfe im freien Stil
- OS = Olympische Spiele, WM = Weltmeisterschaft, EM = Europameisterschaft
- Halbschwergewicht, Gewichtsklasse bis 96 kg Körpergewicht